# الفخار المديانيتي
الفخار المديانيتي المعروف أيضا بأسم «قريا وير» ، هو نوع من الفخار وجد في الحجاز (شمال غرب المملكة العربية السعودية)، وجنوب ووسط الأردن وجنوب إسرائيل وسيناء، ويرجع إلى القرن الثالث عشر قبل الميلاد، على الرغم من أن التواريخ اللاحقة ممكنة أيضا، تم اكتشافه خلال ثلاثينيات القرن الماضي من قبل نيلسون غلويك في مسوحاته جنوب الأردن والحفريات في تل الخليفة في جنوب وادي عربة، وحدد هذه الأدوات على أنها فخار من العصر الحديدي الثاني Edomite الفخار. وأثناء عمليات المسح والحفريات التي قام بها في أرابة في أواخر الخمسينيات والستينيات، وجد بينو روتنبرغ شعيرات مزخرفة مماثلة؛ وبعد اكتشاف عدة نتائج في وادي تيمنا من بين العديد من النتائج المصرية التي ترجع إلى السلالتين التاسعة عشرة والعشرين, وقام روتنبرغ بتأريخ هذا الفخار إلى القرنين الثالث عشر والثاني عشر قبل الميلاد، وأدت الدراسات البتروغرافية التي تم تطبيقها على بعض الأدوات في تيمنا إلى استنتاج أنها نشأت في الحجاز، وعلى الأرجح في موقع القرية. ووجد أوعية تحمل بعض التشابه في الشكل مع العصر الحديدي لاطباق فخار النقب.